# Liste der Mobilfunkanbieter in Deutschland
Die Liste der Mobilfunkanbieter in Deutschland listet alle auf dem deutschen Mobilfunkmarkt ansässigen Mobilfunkanbieter, Wiederverkäufer, Marken der Mobile Virtual Network Enablers (MVNE) und Discountmarken der Netzbetreiber 1&1, Telefónica Deutschland, Telekom Deutschland und Vodafone auf.

## Übersicht aktiver Anbieter
| Name                  | Netzbetreiber                     | MVNE           | Markteintritt | Größe     | Art                 |
| --------------------- | --------------------------------- | -------------- | ------------- | --------- | ------------------- |
| 1&1 Telecommunication | 1&1                               | –              | 1. Juli 2010  | –         | Tochtergesellschaft |
| aipi.tel              | Telefónica                        | aipi.tel       | 1. Apr. 2022  | –         | Eigenmarke          |
| Aldi Talk             | Telefónica                        | –              | 7. Dez. 2005  | 8.000.000 | Brandingmarke       |
| Amiva                 | Vodafone oder Telefónica          | STROTH Telecom | 30. Dez. 2020 | –         | Eigenmarke          |
| Ay Yildiz             | Telefónica                        | –              | 17. Okt. 2005 | –         | Eigenmarke          |
| Bildconnect           | 1&1                               | –              | 30. Aug. 2016 | –         | Brandingmarke       |
| Black SIM             | 1&1                               | –              | 5. Okt. 2023  | –         | Eigenmarke          |
| Blau                  | Telefónica                        | –              | 16. Sep. 2005 | 600.000   | Eigenmarke          |
| Congstar              | Telekom                           | –              | 17. Juli 2007 | 5.000.000 | Eigenmarke          |
| Cyber SIM             | 1&1                               | –              | 5. Okt. 2023  | –         | Eigenmarke          |
| Edeka smart           | Telekom                           | –              | 15. Feb. 2018 | –         | Brandingmarke       |
| Fonic                 | Telefónica                        | –              | 3. Sep. 2007  | 2.400.000 | Eigenmarke          |
| Frænk                 | Telekom                           | Congstar       | 22. Apr. 2020 | –         | Eigenmarke          |
| Freenet Funk          | Telefónica                        | Freenet DLS    | 5. Juni 2019  | 35.300    | Brandingmarke       |
| Freenet mobile        | Telefónica                        | Freenet DLS    | –             | –         | Brandingmarke       |
| Fusion IoT            | Telefónica, Telekom oder Vodafone | –              | 19. Feb. 2019 | –         | –                   |
| Fyve                  | Vodafone                          | –              | 19. Okt. 2010 | –         | Brandingmarke       |
| Goood                 | Vodafone                          | WEtell         | 1. Feb. 2017  | –         | Brandingmarke       |
| Handyvertrag.de       | 1&1                               | –              | 2019          | –         | Eigenmarke          |
| High mobile           | Telekom                           | –              | Apr. 2018     | 141.000   | Brandingmarke       |
| Ja! mobil             | Telekom                           | Congstar       | 15. Jan. 2007 | 200.000   | Brandingmarke       |
| Kaufland mobil        | Telekom                           | –              | 24. Apr. 2020 | –         | Brandingmarke       |
| Klarmobil             | Telefónica, Telekom oder Vodafone | –              | 20. Sep. 2005 | 450.000   | Eigenmarke          |
| Lebara                | Telefónica                        | –              | 14. Jan. 2010 | –         | Eigenmarke          |
| Lidl connect          | Vodafone                          | –              | 1. Okt. 2015  | –         | Brandingmarke       |
| Maxxim                | 1&1                               | –              | 9. Mai 2008   | –         | Eigenmarke          |
| M2M-mobil             | 1&1                               | –              | 5. Dez. 2012  | –         | Eigenmarke          |
| Mega SIM              | Telefónica                        | –              | –             | –         | Eigenmarke          |
| MTEL Deutschland      | Vodafone                          | –              | 17. Juni 2023 | –         | Eigenmarke          |
| Nettokom              | Telefónica                        | –              | 17. Dez. 2007 | 1.000.000 | Eigenmarke          |
| Norma connect         | Telekom                           | –              | 4. März 2019  | –         | Brandingmarke       |
| Ortel mobile          | Telefónica                        | –              | –             | –         | Eigenmarke          |
| Otelo                 | Vodafone                          | –              | 1. Feb. 2010  | 800.000   | Eigenmarke          |
| Penny mobil           | Telekom                           | Congstar       | 29. Mai 2006  | 200.000   | Brandingmarke       |
| Premium SIM           | 1&1                               | –              | 2. Aug. 2013  | –         | Eigenmarke          |
| Rossmann mobil        | Vodafone                          | –              | 16. Juli 2013 | –         | Brandingmarke       |
| SIM 24                | 1&1                               | –              | –             | –         | Eigenmarke          |
| Sim.de                | 1&1                               | –              | 17. Dez. 2014 | –         | Eigenmarke          |
| Simdiscount           | 1&1                               | –              | 1. Dez. 2013  | –         | Eigenmarke          |
| Simon mobile          | Vodafone                          | –              | 26. Juni 2021 | –         | Eigenmarke          |
| Simplytel             | 1&1                               | –              | 3. Nov. 2005  | 250.000   | Eigenmarke          |
| Simyo                 | Telefónica                        | –              | 20. Aug. 2024 | –         | Eigenmarke          |
| Sipgate               | Telefónica                        | Sipgate        | 2013          | –         | Eigenmarke          |
| Smartmobil            | 1&1                               | –              | 4. Apr. 2011  | –         | Eigenmarke          |
| Talkline              | Telefónica                        | –              | 18. Okt. 2022 | –         | Eigenmarke          |
| Tchibo Mobil          | Telefónica                        | –              | 4. Okt. 2004  | 1.400.000 | Brandingmarke       |
| O2                    | Telefónica                        | –              | 1. Jan. 2002  | –         | Eigenmarke          |
| Telekom Deutschland   | Telekom                           | –              | 1. Juli 1992  | –         | Tochtergesellschaft |
| Vodafone              | Vodafone                          | –              | 1. Jan. 1990  | –         | Tochtergesellschaft |
| Variatel              | Telekom                           | Variatel       | 1. Juni 2023  | –         | Eigenmarke          |
| Wetell                | Vodafone                          | STROTH Telecom | 15. Juli 2020 | 17.000    | Eigenmarke          |
| WhatsApp SIM          | Telefónica                        | –              | 7. Apr. 2014  | –         | Brandingmarke       |
| Wherever SIM          | Telefónica, Telekom oder Vodafone | –              | 2002          | –         | –                   |
| Win SIM               | 1&1                               | –              | 11. Apr. 2012 | –         | Brandingmarke       |
| Yourfone              | 1&1                               | –              | 17. Apr. 2012 | –         | Brandingmarke       |

## Eigenmarken von Mobilfunknetzbetreibern

### Netzbetreiber Telefónica Germany

#### Ay Yildiz
Ay Yildiz (deutsch Mondstern) startete im Oktober 2005 als Deutschlands erste Mobilfunkmarke für türkischstämmige Kunden. Das seit März 2006 als GmbH eingetragene Unternehmen mit Hauptsitz in Düsseldorf gehört zu 100 % der Muttergesellschaft Telefónica Deutschland Holding und ist ein Teil der Markengruppe des Mobilfunkanbieters. Ay Yildiz bietet sowohl Prepaid- als auch Postpaid-Tarife an. Mit der Übernahme von E-Plus durch die Telefónica wird Ay Yildiz auch in den O2-Shops seitens des Unternehmens mitvermarktet. Seit Juli 2017 nutzen alle Prepaid- und Postpaid-Tarife von Ay Yildiz das LTE-Netz der Telefónica Germany GmbH & Co. OHG.
Im Jahr 2025 wurden Bestandskunden der eingestellten Marke „Türkei SIM“ empfohlen zu Ay Yildiz zu wechseln, da diese vom O2 (Telefónica) eingestellt wird.

#### Blau Mobilfunk
Die Blau Mobilfunk startete mit dem Tarifmodell „blau.de“ am 16. September 2005 im damaligen Netz von E-Plus. Gründer waren die ehemaligen Betreiber von handy.de Martin Ostermayer, Thorsten Rehling und Dirk Freise. Am 19. April 2006 folgte das Tarifmodell „blauworld“. Im September 2007 hatte blau.de rund 600.000 Kunden.
Seit 2013 gehört „Blau Mobilfunk“ direkt dem jeweiligen Netzbetreiber, seit 2014 in diesem Fall der Telefónica. Seit Juli 2015 ist sie nur noch eine Marke der Telefónica, seit Ende 2016 sind die Kunden auch technisch auf die Plattform von O2 migiriert.

#### Fonic
Fonic ist eine Zweitmarke von Telefónica Germany, die in Kooperation mit dem Lebensmitteldiscounter Lidl Anfang September 2007 mit einem Prepaid-Tarif in den Mobilfunk-Discountermarkt eingestiegen ist. Innerhalb von vier Monaten konnte Fonic 200.000 Kunden gewinnen. Nach weiteren Werbeaktionen steigerte die Tochtergesellschaft der Telefónica-Gruppe die Kundenzahl bis zum 23. Mai 2011 auf 2 Millionen Kunden. Etwa 225.000 davon hat das Unternehmen im ersten Quartal 2011 neu hinzugewonnen. SIM-Karten sind seit dem 1. Oktober 2016 nur noch online auf der offiziellen Website erhältlich, allerdings gibt es die Möglichkeit entsprechende Guthabenkarten in einzelnen Handelsketten zu erwerben.
Ende März 2016 informierte Fonic Mobile seine Kunden per SMS darüber, dass die Fonic GmbH zum 1. April 2016 auf die Telefónica Germany GmbH übergeht. Fonic ist damit nur noch eine Marke.

#### Ortel
Ortel Mobile ist eine Neugründung des niederländischen Mobilfunkbetreibers KPN als Mobile Virtual Network Operator (MVNO) in Deutschland, welche im Jahr 2010 startete. Zielgruppe sind Mitbürger ausländischer Abstammung, da es Auslands-Telefoniepakete auch außerhalb der EU gibt. Seit August 2015 werden die Ortel Prepaidkarten in den O2-Shops mitvermarktet.

#### Simyo
Simyo ist eine Discountmarke, die im August 2024 durch eine Kooperation der mobilezone GmbH und Telefónica Germany wiederbelebt wurde. Simyo nutzt das Telefónica-Netz und bietet Postpaid-Tarife an.
Schon vor 2016 wurde sowohl ein Prepaid- als auch ein Postpaid-Tarif angeboten. Im September 2007 hatte Simyo rund 900.000 Kunden, Ende 2010 rund 1,32 Millionen Kunden. Im Jahr 2008 hat KPN, die damalige Muttergesellschaft von E-Plus und Simyo, Blau übernommen. Im Jahr 2016 wurden die verbliebenen Simyo-Kunden komplett auf Blau umgestellt.

### Netzbetreiber Telekom Deutschland

#### Congstar
Congstar ist eine von der Telekom im Juli 2007 lancierte Zweitmarke für junge Verbraucher, unter der Discounter-Tarife auf Postpaid-Basis sowie DSL- als auch Mobilfunkverträge angeboten werden, zu denen auch Telefonie- und SMS-Flatrates in verschiedene Netze als Tarifbausteine hinzugebucht werden können wenn nicht schon vorhanden. Nach eigenen Angaben betreut die Marke über 5 Millionen Kunden. Seit dem 1. April 2019 sind congstar-Nutzer Kunden der Telekom Deutschland GmbH.

#### fraenk
fraenk ist eine Marke der Telekom Deutschland und wird über die Telekom-Tochter congstar realisiert. fraenk wurde Ende April 2020 gegründet. Angeboten wird nur ein monatlicher (Kalendermonat) Postpaid-Tarif ohne Mindestvertragslaufzeit und mit EU-weiter Gültigkeit (einschließlich Großbritannien, Liechtenstein, Norwegen, Island und der Schweiz). Grundsätzlich sind 15 GB für 10 € oder 40 GB für 15 € Datenvolumen monatlich inklusive. Über das Empfehlungssystem von fraenk („fraenk for friends“ genannt) ist es möglich – sofern eine erfolgreich geworbene Person sich bei fraenk registriert – das monatliche inkludierte Datenvolumen zu erhöhen (höchstens 15 Werbeempfehlungen möglich). Die Datenübertragungsrate beträgt grundsätzlich 50 MBit/s beim Herunterladen und 25 MBit/s beim Hochladen. Die Verwaltung ist ausschließlich per Smartphone-App möglich und erfordert unter Android das Google Service Framework. Auf Android-Versionen ohne Google-Play-Dienste ist somit kein Vertragsabschluss möglich. Die Zahlung erfolgt wahlweise über PayPal oder SEPA-Lastschrift. Der Kundendienst ist per Chat und Post erreichbar. Vorbild ist hier die Marke freenet Funk. Seit Februar 2024 bietet fraenk den 5G-Mobilfunkempfang als kostenlose Inklusivleistung für alle bestehenden und neue Kunden an.

### Netzbetreiber Vodafone

#### Otelo
Vodafone startete mit der Marke Otelo am 1. Februar 2010 einen eigenen Discountertarif. Mittlerweile bietet das Unternehmen Prepaid-Angebote und Mobilfunktarife auf Rechnung, zuletzt wurde Anfang 2020 der Prepaid-Bereich für LTE freigeschaltet.

#### SIMon mobile
SIMon mobile ist eine Mobilfunk-Marke von Vodafone, die es seit dem 26. Juni 2021 gibt. Es werden verschiedene Tarife mit dementsprechenden Datenvolumen angeboten, welche alle monatlich kündbar sind. Die Angebote können ausschließlich online oder über die zugehörige App gebucht werden. Ein Werbemodell des Anbieters ist, dass neue Kunden, welche ihre Rufnummer von bestimmten anderen Anbietern mitbringen, dauerhaft mit einem monatlichen Rabatt ausgestattet werden.

### Netzbetreiber 1&1

#### Bildconnect
Bildconnect ist der Nachfolger der im Jahr 2016 eingestellten Marke Bildmobil und gehört dabei vollständig zum Mobilfunkserviceprovider Drillisch Online. Genutzt wird dabei das Mobilfunknetz von 1&1, es gibt verschiedene Tarife sowie Datenpakete zur Auswahl. Als Marke dient dabei die Boulevardzeitung Bild, in den Tarifen ist daher immer eine BILD+ Abo enthalten.

#### CyberSIM
CyberSIM ist eine neue Marke der Drillisch Online GmbH und wurde 2023 eingeführt. Das Unternehmen will dort besonders preisaggressive Aktionen und Deals präsentieren. Grundsätzlich unterscheiden sich die Tarife aber nicht von den Angeboten der anderen Marken von Drillisch.

#### Handyvertrag.de
Im April 2019 startete die Drillisch Online GmbH eine weitere Mobilfunktarifmarke unter dem Namen handyvertrag.de. Die angebotenen Tarife gleichen zum Beispiel winSIM.

#### M2M-mobil
M2M-mobil ist eine Marke der Drillisch Online GmbH und am 5. Dezember 2012 gestartet. Der Tarif ist für die professionelle Datennutzung (Machine to Machine) ausgelegt. Einsatzbereiche sind zum Beispiel die Fernsteuerung und Überprüfung von Automaten, Energiemetering, die Fernüberwachung von Gebäuden (Gebäudeautomation), die Telemedizin oder die Logistik.

#### MaXXim
Im Mai 2008 startete die MS Mobile Services GmbH mit einem Angebot für 8 Cent je Minute. Mittlerweile gibt es daneben Mobilfunktarife und Flatrates ohne Laufzeit im Netz von 1&1. Das Angebot wird derzeit (Stand: Dezember 2019) durch die Drillisch Online GmbH realisiert. Vor Oktober 2010 wurde das Netz der Telekom verwendet, kurzzeitig auch das von Vodafone, später das Netz der Telefónica.

#### PremiumSIM
PremiumSIM ist eine Marke der Drillisch Online GmbH und startete am 22. August 2013 als Vertriebsplattform der eteleon AG für LTE-Smartphone-Tarife zuerst im Netz von Vodafone. Bei einigen Tarifen kann ein Smartphone gegen Zuzahlung über den Anbieter bezogen werden.

#### Smartmobil.de
Seit 4. April 2011 bietet smartmobil.de Mobilfunktarife an. Smartmobil war bis 2015 eine Marke der MS Mobile Services GmbH, einer Tochtergesellschaft der Drillisch AG. Heute ist der Discounter eine Marke der Drillisch Online GmbH. Aktuell bietet Smartmobil Mobilfunktarife im Netz von 1&1 an. Smartmobil war bis Anfang 2021 einer der wenigen Postpaid-Anbieter, der eine tägliche Kündigung ermöglichte.

#### Simplytel
Simplytel (bis Juli 2020: simply) startete im Frühjahr 2005 und wurde am 24. Oktober 2005 vom Mobilfunk-Serviceanbieter Drillisch in ein Tochterunternehmen ausgegründet. Seit Oktober 2010 verwendet der Anbieter nicht mehr das Telekom-Netz, sondern bis Anfang 2024 das von O2, für kurze Zeit zusätzlich mit dem Vodafone-Netz. Heute ist der Discounter eine Marke der Drillisch Online GmbH und nutzt das 1&1-Netz.
Zahlungsarten sind sowohl Prepaid als auch Postpaid – wobei es sich hierbei um „unechtes Prepaid“ handelt, das heißt der Tarif wird technisch über die Vertragstarif (Postpaid)-Plattform des Netzbetreibers realisiert. 2021 wurde der letzte Prepaid-Tarif des Unternehmens aus der Vermarktung genommen (Simplytel Clever 8 Cent plus). Derzeit bietet das Unternehmen daher nur noch Postpaid Tarife an. Bestehende Prepaid-Karten können weiter genutzt werden.
Im September 2007 hatte simply rund 250.000 Kunden.

#### WinSIM
WinSIM war ursprünglich eine Marke der eteleon AG, sie wurde mit dem winSIM 6-Cent-Tarif am 11. April 2012 gestartet.
Nach einer Tarifumstellung 2015 stehen jetzt nur noch Postpaid-Tarife zur Verfügung.
Heute ist der Discounter eine Marke der Drillisch Online GmbH.
Die winSIM-Tarife stehen im 1&1-Netz mit einmonatiger oder 24-monatiger Laufzeit zur Verfügung. Bei winSIM kann eine Wunschnummer gegen ein einmaliges Entgelt bei Vertragsabschluss erworben werden. WinSIM-Tarife können nur über Online-Shops bestellt werden.

## MVNE (Mobile Virtual Network Enabler) sowie Service-Provider

### api.tel
aipi.tel ist ein Telefonieangebot des Braker Unternehmens aipi ausschließlich für Geschäftskunden. aipi bietet eine Cloud-Telefonanlage an. Die Benutzer können dabei zeit- und nummernabhängig zwischen verschiedenen Rufnummern zum Telefonieren wählen, so dass über eine SIM-Karte sowohl die private als auch die geschäftliche Kommunikation geführt werden kann. Außerdem werden Sprachdialogsysteme mit Sprachassistenten angeboten, die z. B. Gesprächszusammenfassungen erzeugen können.

### Freenet

#### Klarmobil
Klarmobil ist ein Mobilfunk-Discounter mit Sitz in Büdelsdorf, der mit seinem Postpaid-Angebot die Netze von Telekom, O2 und Vodafone nutzt. Im September 2007 hatte klarmobil rund 450.000 Kunden. Dabei ist die klarmobil GmbH eine 100%ige Tochter der Freenet DLS, welche wiederum zur Freenet AG gehört. Klarmobil vermarktet die Tarife unter weiteren Marken. Aktive Marken gehören zum Beispiel Crash, Dr. SIM (Doktor Sim) und Happy SIM.

### FUSION IoT
FUSION IoT, 2019 als Marke der Epsilon Telecommunications GmbH etabliert, ist ein unabhängiger Anbieter von IoT- und M2M-Konnektivität. Die FUSION IoT SIM-Karten werden in diversen IoT (Internet der Dinge) und M2M (Machine zu Maschine) Anwendungsfällen eingesetzt, so beispielsweise zur Datenübertragung von Tracking- und Telematik-Daten, LTE Backup-Szenarien, bei Smart City Lösungen, Internet für mobile IoT-Anwendungen sowie bei Sicherheitssysteme.
Die IoT SIM-Karten von FUSION IoT kombinieren die Netze aller deutschen Netzbetreiber (Telekom, Vodafone, Telefónica) und mehrerer ausländischer Netzbetreiber und verfügen daher über weltweiten Empfang. Die Datentarife haben Zugang zur IoT-Management-Plattform.

### Lebara
Die Lebara-Gruppe wurde 2001 gegründet. Lebara Mobile mit Hauptsitz in London startete den ersten internationalen mobilen Service in den Niederlanden im Jahr 2004. Mit Beginn des Jahres 2010 gab es Niederlassungen von Lebara Mobile in sieben europäischen Ländern – darunter in Deutschland – mit mehr als 2,5 Millionen Kunden. In Deutschland wurde dabei das Netz von der Telekom bis zum Wechsel zu O2 benutzt.

### MTEL Deutschland
Die MTEL Deutschland GmbH ist ein Tochterunternehmen von MTEL Global, welche zur Telekom Srbija gehört und seit dem 17. Juni 2023 in Deutschland aktiv ist. Die Marke richtet sich an Kunden, die in Deutschland leben und arbeiten und aus Serbien, Bosnien und Herzegowina oder Montenegro stammen.

### Sipgate
Sipgate, bis zum Jahr 2021 als Simquadrat bekannt, ist ein Mobilfunktarif für Privatkunden, dessen Besonderheit in der Kombination verschiedener Tarife mit zubuchbaren Optionen liegt, wie zum Beispiel internationale Rufnummern, besondere Funktionen für SMS und Voicemail, die Möglichkeit, benutzerdefinierte Rufnummern zu blockieren oder ein barrierefreies Benutzerinterface zur Konfiguration im Internet. Zur SIM-Karte gehört neben einer Mobilfunknummer auch eine Ortsrufnummer. Für Privatanwender ist die App Satellite mit 100 Gratis-Telefonminuten und optional hinzubuchbarer Flat gedacht, die zusätzliche Ortsrufnummer ist hier kostenpflichtig und optional. Die übrigen Tarife, die sich optional ebenfalls mit Satellite kombinieren lassen, adressieren Firmenkunden, wobei die Team-Funktionen und die Konfiguration der gesamten Trunking-Telefonanlage ausschließlich über das Webinterface einstellbar sind.

### STROTH Telecom

#### Amiva
Amiva ist eine Marke der STROTH Telecom GmbH, die sich 2020 durch ein Management-Buyout von dem schwedischen Tele2 AB-Konzern gelöst hat und seitdem unabhängig agiert. Das Unternehmen bietet Mobilfunk-Tarife im Vodafone Netz und vermarktet mittlerweile auch Glasfaser-Anschlüsse.

#### WEtell
WEtell betreibt eine Kooperation mit STROTH Telecom, das auch die Verwaltung der Verbindungsdaten übernimmt. Alleinstellungsmerkmale von WEtell sind nach eigenen Angaben die Erstellung einer Gemeinwohlbilanz sowie die Umsetzung von Verantwortungseigentum.
Im Februar 2024 wechselte Goood von Drillisch Online als Kooperationspartner auf WEtell. Diese Marke unter der goood mobile GmbH ist seit dem 1. Februar 2017 verfügbar und nutzte das Netz der Telefónica. Die Besonderheit der Tarifpakete war, dass 10 Prozent der Grundgebühr gespendet wurden und die Kunden wählen konnten, welches der über 150 gemeinnützigen Projekte sie unterstützen möchten. Zur Finanzierung setzte goood unter anderem auf eine Crowdfunding- und Crowdinvesting-Kampagne.

### wherever SIM
Die wherever SIM GmbH ist ein unabhängiger Reseller von M2M-SIM-Karten (M2M-Kommunikation / Machine to Machine). Ursprünglich als Tochtergesellschaft innerhalb der whatever mobile GmbH gegründet, wurde das Unternehmen nach der Übernahme durch die Link Mobility Group 2016 eigenständig fortgeführt. Die SIM-Karten von wherever SIM sind ausschließlich für den Einsatz in Anwendungsfällen des Internets der Dinge (IoT) und des automatisierten Informationsaustausch zwischen Endgeräten (M2M) von Unternehmen vorgesehen. Einsatzbereiche sind beispielsweise die Fernüberwachung von Solaranlagen und Windparks, Remote Maintenance sowie Predictive Maintenance, Smart Metering oder Payment-Terminals.
Die M2M-SIM-Karten von wherever SIM befinden sich dauerhaft im nationalen Roaming und nutzen dadurch auch innerhalb eines Landes unterschiedliche Mobilfunknetze, in Deutschland beispielsweise die von Vodafone, Telefónica und Telekom. Die Datentarife sind flexibel gehalten und auf IoT-Anwendungen ausgerichtet. Zusätzlich gibt es diverse Sicherheitsfeatures, die einen sicheren Datentransfer und SIM-Management gewährleisten.

## Branding-Marken diverser Netze
Der Kategorie „Branding“ werden solche Mobilfunk-Angebote zugerechnet, die sich an spezielle Zielgruppen richten, beispielsweise den Kundenstamm eines Nicht-Mobilfunkanbieters. Dabei werden bereits bestehende Kundenbeziehungen genutzt, um Angebote und Werbung auf diese Zielgruppen abzustimmen.

### Aldi Talk
Aldi Talk, alternativ Medionmobile, wird seit Dezember 2005 vom Mobilfunkprovider Medion in Zusammenarbeit mit Aldi vertrieben und nutzt dabei das Netz der Telefónica. Vertragspartner ist dabei die E-Plus Service GmbH. Vom 21. Dezember 2005 bis zum 2. Februar 2006 wurden keine SIM-Karten vertrieben. Am 19. September 2007 führte der Anbieter mit dem Tarif Aldi Talk eine Prepaid-Flatrate ein, die Gespräche ins deutsche Festnetz sowie Gespräche und SMS zu anderen Aldi-Talk-Kunden umfasste. Seit dem 18. November 2010 bietet Medion ebenfalls eine Internet-Flatrate für Smartphones an. Im Jahr 2018 wurde von Aldi Talk als erster Anbieter eine Allnet-Flatrate für 7,99 € pro 28 Tage in Deutschland eingeführt, andere Provider folgten. Im September 2007 hatte Medionmobile bis zu 3 Millionen Kunden und im Jahr 2018 fast bis zu 8 Millionen Kunden, was das Unternehmen als Marktführer der Mobilfunk-Discounter in Deutschland auszeichnet.
Im Juli 2023 wurde das 5G-Netz von Telefónica für Aldi Talk als erster Mobilfunk-Discounter in Deutschland freigeschaltet.

### Edeka smart
Edeka smart ist eine Prepaid-Mobilfunkmarke der Telekom Deutschland, die im Namen der Edeka-Gruppe agiert. Sie hat im Februar 2018 die bestehende Kooperation mit Vodafone als Edeka mobil abgelöst. Die Kombi-Tarife enthalten unterschiedliche Kontingente an Freiminuten in alle deutschen Netze und an Internet-Datenvolumen mit 5G-Zugang unter Mitnutzung deutschlandweiter Hotspots der Telekom.

### Freenet Mobile
Unter der Marke freenetmobile.de bietet das Portal freenet.de in Zusammenarbeit mit der klarmobil GmbH eigenständige Mobilfunktarife (Freeflat und Freesmart) im Vodafone-Netz an. FreenetMobile startete im Juni 2010, und wurde im Mai 2019 in freenet Mobile umbenannt Kundenzahlen sind nicht bekannt.

### Fyve
Für die Vermarktung der Marke Fyve ist die ProSiebenSat.1 Digital, ehemals SevenOne Intermedia, verantwortlich. Vertragspartner sowie verantwortlich für alle Produkte ist dabei Otelo, eine Marke von Vodafone Deutschland die auch das Netz bereitstellt.

### GMX Mobilfunk und GMX FreePhone
GMX Mobilfunk gewährt in seinen 1&1-Tarifen mit eigenem Logo-Branding Tarife mit 10 bis 75 GB Daten und Allnet-Flats, sowie weitere Tarife mit Smartphone.
Seit 2025 sind Tarife unter dem Namen GMX FreePhone mit eSIM hinzugekommen von 3 bis 80 GB und Allnet-Flat-Telefonie, die ausschließlich in der GMX-Mailapp vermarktet werden und nur angeboten werden, wenn die App eine eSIM-Unterstützung erkennt. Tethering und Hotspots sind erlaubt. Der 3-GB-Tarif mit Telefon-/SMS-Flat ist werbefinanziert bzw. nach 12 Monaten an die regelmäßige Nutzung der GMX-Mail-App gebunden.

### HIGH mobile
Der Mobilfunk-Anbieter HIGH mobile ist ein MVNO der mobilezone GmbH und bietet Mobilfunktarife im Netz der Telekom an. HIGH mobile ist seit April 2018 auf dem Mobilfunk-Markt vertreten und ist der Nachfolger der Sparhandy Allnet-Flat. Anfang 2023 verzeichnete HIGH mobile 100.000 Kunden. Seit September 2023 bietet HIGH mobile seinen Kunden eine 5G-Option für viele Tarife im Telekom-Netz.

### Kaufland mobil
Kaufland mobil ist eine seit April 2020 von Telekom Deutschland angebotene Brandingmarke für Kaufland-Kunden und der Nachfolger von K-Classic Mobil in Zusammenarbeit mit Telefónica Germany. Zu Beginn wurden zusätzlich Kunden der eingestampften Marke Lifecell übertragen. Die Tarife ähneln dabei die der Marken Penny Mobil und ja!mobil.
Kaufland mobil unterstützt bislang keine RCS-Chats. (Stand: April 2025)

### Lidl Connect
Im September 2015 gaben Vodafone und Lidl ihre Zusammenarbeit bekannt. Lidl hatte zuvor die Kooperation mit Telefonica Deutschland beendet. Es werden sowohl Sprach- als auch Datentarife mit verschiedenen Prepaid-Produkte als Pakete angeboten. Man kann einen mobilen WLAN-Hotspot bestellen, dazu steht eine Tages- oder Monatsflat zur Auswahl. Des Weiteren bietet die Marke inzwischen Smartphones in Kombination mit einer SIM-Karte an. Im August 2023 wurde für die Marke als zweiter Mobilfunkdiscounter in Deutschland das 5G-Netz freigeschaltet.

### Media Markt- und Saturn-Prepaidkarte
Telefónica Germany bietet in Zusammenarbeit mit der Media-Saturn-Holding seit Juli 2014 Prepaidtarife an, die in den Geschäften der Technik-Handelsketten verkauft werden. Sie bieten dabei einen reinen 9-Cent-Tarif.

### Nettokom
Nettokom ist eine Marke für Prepaidprodukte, welche die Telefónica Germany in Kooperation mit der Handelskette Netto Marken-Discount anbietet. Durch den Kostenschutz werden nationale Gespräche, SMS und mobile Datennutzung zu den Konditionen des Einheitstarifs monatlich bis zu einem Maximalbetrag von 39 Euro abgerechnet. Danach profitieren Kunden vom Kostenschutz und diese Verbindungen sind bis zum Beginn der neuen Kostenschutzperiode kostenfrei. Datenverbindungen werden dann auf 56 kbit/s Bandbreite begrenzt. Tarifoptionen, Sondernummern und internationales Roaming sind vom Kostenschutz ausgenommen.

### Norma Connect
Norma Connect ist eine Prepaid-Mobilfunkmarke der Telekom Deutschland unter dem Namen der Handelsstiftung Norma. Seit März 2019 ist Norma Connect deutschlandweit in über 1300 Norma-Filialen und über den eigenen Onlineshop zu erwerben. Mit der Einführung von Norma Connect wurde die bisherige Telefónica Germany-Marke Norma mobil abgelöst, deren Vermarktung bereits zum Jahresende 2018 auslief; Bestandskunden wurden auf deren Marke Nova Mobil übernommen. Im Tarif Start kostet eine Telefonminute und eine SMS jeweils 0,09 Euro in alle deutschen Netze, Inklusivdatenvolumen ist nicht enthalten, der Tarif hat keine feste Laufzeit. Die vier Smart-5G- und drei Smart-Long-Term-Evolution-Tarife enthalten unbegrenzte Telefonminuten und SMS in alle deutschen Netze sowie unterschiedliche Kontingente an Datenvolumen.

### Penny mobil und Ja! mobil
„Penny mobil“ und „Ja! mobil“ sind Prepaid- und No-frills-Produkte, die ursprünglich von der simply Communication GmbH aus dem Drillisch-Konzern in Zusammenarbeit mit der Rewe-Gruppe Ende Mai 2006 beziehungsweise Mitte Januar 2007 unter Nutzung des Netzes der Telekom eingeführt wurden. Seit dem 16. Mai 2012 werden sowohl Penny Mobil als auch ja!mobil nicht mehr von simply, sondern von Congstar betrieben.
Ja!mobil wird über die Märkte Rewe, toom und toom Baumarkt vertrieben; Penny Mobil ist ausschließlich über die Penny-Discountmärkte verfügbar. Im September 2007 hatten sowohl Penny Mobil als auch ja!mobil jeweils rund 200.000 Kunden. Ende Mai 2020 wurden die Online-Center beider Marken zugunsten der Administration per Apps eingestellt.

### Rossmann mobil
Rossmann mobil gehörte früher unter dem damaligen Namen „smobil“ zur allMobility Deutschland, die mit Vodafone verschmolzen ist. Seit 16. Juli 2013 ist Vodafone in Kooperation mit Rossmann der Vertragspartner für Neukunden, unter dessen Namen die Mobilfunkleistungen angeboten werden.

### Tchibo Mobil
Tchibo Mobil startete am 4. Oktober 2004 als Joint Venture mit O2 und war der erste Mobilfunk-Discounter in Deutschland. Seit dem 31. August 2007 bietet Tchibo als erster Discounter eine Prepaid-Flatrate für Gespräche ins deutsche Festnetz an. Im September 2007 hatte Tchibo Mobil rund 1.000.000 Kunden.
Mittlerweile bietet das Unternehmen neben den Prepaidkarten verschiedene Flatrates und Datenpakete an.

### WEB.de Mobilfunk und WEB.de eSIM
Von Web.de Mobilfunk werden 1&1-Tarife mit eigenem Logo-Branding angeboten mit 10 bis 75 GB Daten und Allnet-Flats, sowie weitere Tarife mit Smartphone.
2025 sind Tarife unter dem Namen WEB.DE eSIM hinzugekommen mit 5 bis 100 GB und Allnet-Flat-Telefonie, die ausschließlich in der WEB.DE App vermarktet werden und nur verfügbar sind, wenn die App eine eSIM-Unterstützung erkennt.

### WhatsApp SIM
WhatsApp SIM startete am 7. April 2014 in Kooperation mit der Messenger-App WhatsApp und dem Netzbetreiber Telefónica Deutschland Holding. Als Besonderheit wird das Datenvolumen, das durch die Nutzung des Dienstes WhatsApp anfällt, bis zu einer Höhe von 1 GB nicht berechnet. Dazu müssen aber mindestens einmal in 6 Monaten 5 Euro aufgeladen werden. Optional zubuchbar sind zwei WhatsAll-Optionen für 5 oder 10 Euro monatlich. Dabei stehen dann entweder 3000, 12.000 oder 25.000 Einheiten zur Verfügung, die man für Minuten, SMS oder MB individuell nutzen kann. Nach Verbrauch des Inklusivkontingents an Gesprächsminuten oder SMS wird der normale Preis berechnet, bei der Internetflatrate erfolgt eine Drosselung auf max. 72 kbit/s. Das Starterpaket ist online direkt bei der Telefónica sowie in diversen Onlineshops, Drogerien und Tankstellen erhältlich.

## Ehemalige Anbieter sowie Marken
Hier aufgelistet sind mittlerweile eingestellte Anbieter, von denen allerdings die Marke selber für Bestandskunden weiter existieren kann. Aufgeführt sind aber auch ehemalige Markennamen.

### ADAC Mobilfunk für Mitglieder
ADAC startete ab Dezember 2008 eine Partnerschaft mit dem damaligen Netzbetreiber E-Plus. E-Plus vermittelte dafür auch Mitgliedsverträge und Werbung für ADAC über die eigene Website. Mit der Zeit wurde, nach der Fusion von E-Plus und Telefónica, der Tarif eingestellt. Den Bestandskunden wurde eine Tarifumstellung auf die O2-Marke BASE empfohlen.

### Alice Mobile
Seit März 2009 bot der Internetdienstanbieter HanseNet auch Mobilfunk entbündelt vom DSL-Angebot im O2-Netz an. Ein DSL-Anschluss war für die Inanspruchnahme des Produktes einige Zeit nicht zwingend notwendig. Seit Beginn des Jahres 2011 war der Mobilfunkanschluss wieder an das DSL-Produkt von Alice gebunden. Seit dem Kauf Alice/HanseNets durch die Telefónica ist der Tarif nur noch für Bestandskunden aktiv und wird nicht mehr vermarktet.

### Allmobil
Allmobil warb unter dem Motto „Alles einfach, alles mobil“. Es gehörte zur allMobility Deutschland GmbH, die mit der Vodafone GmbH verschmolzen ist. Der Tarif ist mittlerweile nicht mehr bestellbar.
Seit Ende 2018 bietet die Vodafone-Marke Otelo auf der eigenen Webseite Allmobil Tarife „powered bei Otelo“ an. Der Online-Shop LogiTel bietet die Allmobil Tarife exklusiv auf seiner Webseite an.

### BigSIM
Die Prepaid-Discount-Marke BigSIM der FlexiShop GmbH aus Oestrich-Winkel mit einem Einheitstarif von 8 Cent pro Minute und SMS startete am 6. April 2009 und verwendete anfangs noch das Netz der Telekom. BigSim war zuerst keine wirkliche Marke, sondern eine zusätzliche Vermarktungsplattform von Maxxim. Im August 2018 wurde diese eingestellt.

### Bildmobil
Bildmobil war seit dem 16. Oktober 2007 verfügbar und nutzte das Netz von Vodafone. Sie gehörte zuerst der Moconta GmbH, deren Geschäfte später an die allMobility Deutschland GmbH – eine 100%ige Tochter der Vodafone GmbH – übergegangen sind. Der Tarif wurde direkt in Zusammenarbeit mit der Bild (Axel Springer Verlag) angeboten und nutzte auch die Verkaufsstellen der Zeitung. Die technische Umsetzung erfolgte direkt durch Vodafone. Bildmobil hatte bereits zwei Wochen nach Vermarktungsstart mehr als 100.000 Kunden. Für Bestandskunden ist die Marke weiterhin verfügbar, Nachfolger ist dabei Bildconnect in Zusammenarbeit mit Drillisch Online im O2 Netz.

### Callmobile (easyMobile)
EasyMobile startete als Kooperation der Tochtergesellschaft Talkline des dänischen Telekommunikationskonzerns TDC (80 %) und der dänischen TIH Invest (20 %) im November 2005 und nutzt dabei das Netz der Telekom und das Corporate Design der easyGroup, welche zur TIH gehört. Im November 2006 übernahm Talkline easyMobile zu 100 %. Die TIH entzog Talkline daraufhin die Lizenz am Namen easyMobile, weshalb sie seither unter callmobile firmierte. Im September 2007 hatte callmobile rund 300.000 Kunden. callmobile und klarmobil sollten gemeinsam von der freenet AG aus Büdelsdorf vertrieben werden. Callmobile wurde allerdings seit 2010 im Vodafone-Netz betrieben. Bei dem Tarif clever3 wurde das Netz von T-Mobile genutzt, während der neue clever9-Tarif das Netz von Vodafone nutzte.
Am 13. August 2021 wurde die aktive Vermarktung der Marke eingestellt, für Bestandskunden aber bis Juli 2023 noch fortgeführt.

### Che Mobil
Die Che Mobil AG, eine Tochter des französischen Konzerns Scoot Mobile SA, wurde im August 2006 gegründet und bot als MVNO ein Prepaid-Discount-Angebot, das besonders für Mobiltelefonate aus dem Ausland nach Deutschland günstige Tarife ermöglichte. Innerhalb Deutschlands nutzte Che Mobil die Netzinfrastruktur des damaligen Anbieters E-Plus über den MVNE Telogic.
Im März 2008 stellte Che Mobil den Vertrieb ein, die Kunden wurden im August 2008 dem Anbieter Solomo zugeführt.

### Debitel-light
„debitel-light“ war das PrePaid-No-Frills-Angebot des Mobilfunk-Serviceproviders debitel. Debitel-light wurde im November 2006 an blau.de abgegeben. Debitel erwarb 24,9 % an blau.de. 2011 wurde die Marke neu gestartet und im Haus Freenet AG/Mobilcom-Debitel weiter geführt. 2020 wurde der Verkauf beendet, neue Tarife sind nicht mehr buchbar, bestehende Prepaid-Karten können aber weiter genutzt werden.

### DeutschlandSIM
DeutschlandSIM war eine Marke der Drillisch Online GmbH. Es gab unterschiedliche DeutschlandSIM-Tarife, unter anderem für Smartphones. Die Tarife konnten über den Online-Shop im Internet erworben werden. Alle benutzten dabei das 1&1-Netz. Im März 2025 wurde die Tarifmarke von Drillisch eingestellt.
Bei DeutschlandSIM gab es neben der Möglichkeit der Rufnummernmitnahme auch den Erwerb einer Wunschrufnummer. Zum 20. März 2025 wurde die Marke eingestellt. Bestehende Flat können weiter genutzt werden.

### DiscoTEL
DiscoTEL war eine Marke der Drillisch Online GmbH, sie wurde am 29. April 2009 gestartet.
Sie nutzte dabei das 1&1-Netz, in der Anfangszeit aber auch das Netz der Telekom, Telefónica und von Vodafone. Die Tarife konnten auf Rechnung oder per Vorkasse erworben werden, waren aber kein „echtes“ Prepaid.
Zum 1. Februar 2016 hatte discoTEL die Tarifstruktur angepasst und den bisherigen Tarif „discoTEL Plus“ durch „discoTEL 6 Cent“ ersetzt. Seitdem mussten für jede Gesprächsminute, SMS und pro MB Datentransfer 6 Cent bezahlt werden. Zum 20. März 2025 wurde die Drillisch-Marke eingestellt.

### Discoplus
Im März 2010 wurde von eteleon AG discoplus eingeführt. Discoplus nutzte dabei das Netz von Telefónica. Es gab viele Tarife, die in unterschiedlichen Kategorien aufgeteilt sowie monatlich kündbar waren.
Ende 2018 wurde die Marke von Drillisch eingestellt, bestehende Tarife sind aber für Bestandskunden weiter nutzbar.

### DiscoSURF
DiscoSURF war eine Marke der eteleon AG, die zu 100 % zum Konzern des börsennotierten Mobilfunk-Serviceproviders Drillisch AG gehörte. Der discoSURF Tarif war am 26. November 2009 gestartet. Insgesamt gab es drei Ausführungen des Tarifs mit 500 MB, 1 GB oder 3 GB Datenvolumen. Alle Tarife waren reine Datenflatrates mit einmonatiger Vertragslaufzeit und konnten danach zum Monatsende in schriftlicher Form gekündigt werden.
Mit den discoSURF-Tarifen war eine Highspeed-Surfgeschwindigkeit von bis zu 7,2 Mbit/s möglich. Nach Erreichen des jeweiligen Daten-Volumens wurde auf GPRS-Geschwindigkeit mit maximal 64 kbit/s im Download und 16 kbit/s im Upload gedrosselt. Die Tarife waren im D-Netz und im O2-Netz verfügbar.
Auf Wunsch war der discoSURF Tarif gegen Aufpreis auch zusammen mit einem Surf-Stick oder einem mobilen W-LAN Hotspot erhältlich. Die Marke wurde im August 2018 eingestellt, wobei Bestandskunden sie weiterhin nutzen können über die Serviceplattform von etelon.

### eBay-Mobil
eBay-Mobil war seit Mitte 2008 verfügbar und wurde zusammen mit congstar im Telekom-Netz gegründet. Man konnte mit diesem Tarif kostenlos auf der eBay-Seite surfen. Ende April 2010 wurde der Tarif eingestellt und wird nur noch für Bestandskunden weitergeführt.

### Edeka mobil
Edeka mobil war ein Mobilfunktarif von Edeka, welcher am 17. Oktober 2008 gestartet wurde und im Netz von Vodafone lief. Das Produkt wurde bei Edeka und allen mit Edeka kooperierenden Lebensmittelhändlern (E-Center, Neukauf, Aktivmarkt, Frischemarkt, Nah&Gut, NP-Discount und Marktkauf) angeboten und bot seinen Kunden einen Basistarif von 9 Cent je Minute und SMS an. Zudem konnten alle Kunden für 9 Cent in das Festnetz von 54 Ländern telefonieren. Neben einer im April 2011 eingeführten mobilen Internet-Flat bot Edeka mobil verschiedene Community-Flatrates an. Das mobile Internet war auf maximal 21,6 Mbit/s begrenzt. Zum Jahr 2018 wurde die Kooperation mit Vodafone seitens Edeka aufgelöst, die Marke selber im darauf folgenden Jahr endgültig eingestellt. Nachfolger ist Edeka smart in der Zusammenarbeit mit der Telekom.

### Eteleon
Im Juli 2019 startete die Drillisch Online GmbH eine weitere Mobilfunktarifmarke unter dem Namen Eteleon, einer ursprünglich übernommenen Aktiengesellschaft. Die Tarife waren vergleichbar mit denen von DeutschlandSIM und nur innerhalb von Deutschland nutzbar. Im Februar 2022 wurde die Marke eingestellt, sie ist nur noch für Bestandskunden nutzbar.

### FastSIM
FastSIM war eine Marke der eteleon AG, die zu 100 % zum Konzern des börsennotierten Mobilfunk-Serviceproviders Drillisch gehörte. Sie ist für Bestandskunden weiterhin nutzbar.

### GALERIAmobil
In Zusammenarbeit mit der Kaufhauskette Galeria Kaufhof hatte der MVNO GTCom im Oktober 2012 den Prepaid-Discounter „GALERIAmobil“ auf dem deutschen Mobilfunkmarkt gestartet. Anfangs bei E-Plus, war es bis zur Einstellung im Mai 2020 Drillisch Online zugehörig. Der Tarif kostete 5 Cent pro Minute in die deutschen Mobilfunknetze und das Festnetz.

### Hellomobil
Hellomobil startete im Februar 2010 als erster 8-Cent-Tarif mit Internetflatrate und ist eine Marke der Drillisch Telecom GmbH. Seit März 2012 wurden 6 Cent pro Minute/SMS im O2-Netz berechnet. Ende 2018 ist diese Marke von Drillisch eingestellt worden, bestehende Tarife sind aber für Bestandskunden weiter nutzbar.

### Igge & ko
„igge & ko“ war eine regionale Mobilfunkmarke, die in sky- und plaza-Supermärkten der coop eG in Schleswig-Holstein vertrieben wurde. Sie wurde von der MACH 3 Marketing GmbH & Co. KG vermarktet. Der Betrieb wurde wegen der Insolvenz des MVNE Telogic eingestellt.

### Jamba!Sim
„Jamba!Sim“ vom Klingelton-Anbieter Jamba nutzte das damalige Netz von E-Plus. Die Vermarktung für Neukunden wurde Anfang November 2007 eingestellt.

### K-Classic Mobil
K-Classic Mobil war eine von Telefónica Germany angebotene Brandingmarke, die sich in einer Kooperation mit der Lebensmittelkette Kaufland an dessen Kunden richtete. Sie nutzte einen 9-Cent-Tarif im eigenen Netz, zudem gab es Tarife mit einem Datenvolumen von bis zu 1500 MB. Die Marke wurde über Kaufland-Filialen als auch online vertrieben. Ende April 2020 wurde der Vertrieb mit Vorstellung der neuen Marke Kaufland mobil beendet, Kunden wurden im Oktober 2020 zu Fonic mobile übertragen und K-Classic Mobil dadurch endgültig eingestellt.

### Lidl Mobile
Lidl Mobile war eine Eigenmarke der Discounterkette Lidl. Sie nutzte im „Classic“-Tarif einen 9-Cent-Tarif über Fonic, welche wiederum zu Telefónica gehört. Daneben gab es eine All-Net-Flat inklusive 500 MB Datenvolumen ohne Vertragsbindung. Die Tarife und die Aufbuchung von Guthaben waren per SMS an eine Kurzwahl des Betreibers buchbar.
Lidl beendete im Oktober 2015 die Vermarktung und Zusammenarbeit mit Telefónica und eröffnete mit Lidl Connect eine Kooperation mit Vodafone. Bestandskunden wurden auf Fonic und die neue Marke Fonic mobile übertragen.

### Lokalisten Fon
„Lokalisten Fon“ richtete sich an die Benutzer der Online-Community Lokalisten, für Gespräche innerhalb der Community gilt ein niedrigerer Preis. Genutzt wurde das O2-Netz. Der Vertrieb des Tarifs wurde zum 1. Juni 2011 eingestellt.

### McSIM
McSIM gehörte zur Drillisch Online und bot Sprach- und Datentarife an. Diese wurden realisiert im Netz von Vodafone und O2. Die Einstellung der Marke erfolgte Ende 2018. Bestandskunden wurden am 8. März 2021 auf smartmobil.de verschoben.

### MTV Mobile
MTV Mobile, damals noch „VIVAmobile“, war ein Tarif, welcher 2005 im damaligen E-Plus-Netz startete. Seit 2014 war der Discounter der Telefónica zugehörig und nutzte dessen Netz. Es wurden Prepaid- als auch Postpaid-Tarife vermarktet, welche besonders für junge Leute geeignet waren, da sie je nach Nutzungsart mit vielen Telefonieeinheiten oder Datenvolumen ausgestattet wurden. Seit 2015 war sie nur noch eine Marke. Bestandskunden wurden auf O2 umgestellt, bevor sie im Jahr 2017 endgültig abgeschafft worden ist.
Im Dezember 2019 wurde die Marke seitens Viacom sowie der vitrado GmbH, ein Unternehmen der freenet AG im O2-Netz neu gegründet. Verfügbar waren im Gegensatz zur früheren Marke nur Laufzeit-Verträge, aufgrund mangelnden Erfolges wurde die Marke wieder eingestellt.

### Netzclub
Ab dem 20. Mai 2010 bot Telefónica Germany, kurzzeitig in Kooperation mit der YOC AG, unter dem Namen „netzclub“ mehrere werbefinanzierte Prepaid-Tarife für Internet oder Telefonie und SMS an. Durch Erstellen eines Interessenprofils und Akzeptieren von maximal 30 Werbenachrichten per E-Mail, Post (optional) und SMS erhielt man z. B. 200 MB Datenvolumen mit anschließender Geschwindigkeitsreduzierung (64 kbit/s). Der Einheitspreis betrug 11 Cent pro Minute und SMS. Es musste mindestens eine Werbebotschaft aktiv beantwortet beziehungsweise angeklickt werden, andernfalls wurde das Freivolumen vorübergehend ausgesetzt.
Seit Juni 2011 sind werbefinanzierte Anrufe und SMS nur noch für Bestandskunden verfügbar und wenig später wurde die Pflicht zur Werbeantwort für alle Kunden ausgesetzt. Der werbefinanzierte 200-MB-Tarif wurde weiterhin aktiv vermarktet. Anfang des Jahres 2025 wurde die Marke eingestellt, Bestandskunden unter Beibehaltung der „Benefit-Einheiten“ zu Fonic migriert.

### N-tv go!
„n-tv go!“ war ein Mobilfunktarif von n-tv vertrieben von Drillisch Online, welcher seit dem 1. Dezember 2011 verfügbar war. Der Prepaidtarif nutzte das Netz von der Telefónica. Im August 2014 wurde die Prepaidkarte im Zuge der Probleme um den ursprünglichen Anbieter GTCom vorerst aus der Vermarktung genommen, wenig später wieder eingeführt. Bestandskunden wurden nach der Beendigung zu discoTEL überführt.

### Rewecom
Die Prepaid- und Postpaid-Varianten unter dem Namen „Rewecom“, welche zeitgleich mit Penny Mobil starteten und direkt von der damaligen T-Mobile Deutschland GmbH in Kooperation mit der Rewe Group angeboten wurden, werden seit Anfang 2007 nicht mehr vertrieben.

### RTLmobil
RTLmobil war seit dem 18. August 2008 verfügbar und lief auf congstar. Man konnte auf dem RTL-Mobilportal kostenlos surfen. Ende April 2010 wurde der Tarif eingestellt und wird nur noch für Bestandskunden weitergeführt.

### Ring
Die „ring Mobilfunk GmbH“ ging am 1. September 2009 mit dem Angebot „ring“ mit Minuten- und SMS-Preisen von 9 Cent auf den Markt. Sie bot kostenlosen Versand von Flash-SMS unter ring-Kunden an. Im Jahr 2014 wurde sie im Zuge des Aufkauf von E-Plus an Telefonicà eingestellt sowie die GmbH aufgelöst.

### Schlecker mobil/Einfach Prepaid
Ende 2008 startete die Schlecker-Drogeriemarktkette mit dem Prepaid-Produkt „Schlecker mobil“. Es wurden kostenlose Telefonate zwischen Kunden des Anbieters, sowie 9 Cent pro Minute und SMS in alle deutschen Netze angeboten, ebenso eine Datenflatrate für 9,99 € pro Monat. Dieses Angebot wurde über das Telefónica-Mobilfunknetz realisiert. Seit der Insolvenz Schleckers im Jahre 2012 wurden keine Neukunden mehr aufgenommen, der Dienst aber für Bestandskunden weitergeführt. Zum 31. Juli 2016 wurde die Marke in Einfach Prepaid umbenannt, welche Anfang des Jahres 2025 eingestellt wurde. Bestandskunden wurden zur Marke Fonic migriert.

### SimTim
SimTim ist am 27. September 2011 als Marke der AnalyticaA Performance Marketing GmbH gestartet. Der Tarif nutzt das Netz von Telefónica Germany, die Gesprächsminute und SMS kosten 7,5 Cent. Der Prepaidtarif war ausschließlich über den eigenen Online-Shop erhältlich. Mittlerweile ist SimTim eingestellt.

### Solomo
Solomo war ein seit Anfang 2007 (bis Mai 2007 unter dem Namen vistream Friends&Family) verfügbares und über den nicht mehr existierenden MVNE Telogic realisiertes Prepaid-Discounter-Angebot. Solomo hat im Oktober 2012 Insolvenz angemeldet.

### Speach
Unter dem Markennamen Speach ging am 1. August 2009 ein neuer Prepaid-Discounter aus dem Hause Telogic an den Start. Über die Website des Providers konnten die Kunden Speach-Produkte beliebter Online-Shops einkaufen und gleichzeitig Bonuspunkte (Freiminuten) sammeln und diese in Gesprächsguthaben eintauschen. Das Bonussystem agiert seit dem 1. September 2010 eigenständig unter der Marke „Freiminuten.de“, wird von der Speach Media GmbH betrieben und ermöglicht die Einlösung der gesammelten Freiminuten bei den meisten Mobilfunkprovidern. Seit der Insolvenz von Telogic wurde das komplette Angebot eingestellt.

### Sunsim
Auch der Oktober 2006 gestartete Discounter „Sunsim“ nutzte die Dienste des MVNE Telogic. Seit August 2010 wird die Marke nicht mehr vertrieben.

### Smobil
„smobil“ war das Prepaid-Tarifmodell der Drogeriemarktkette Schlecker, welches die Netzinfrastruktur von Vodafone nutzte. Nach einer regional begrenzten Testphase beginnend im April 2006 wurde es seit Ende Mai 2006 deutschlandweit über das Schlecker-Filialnetz angeboten. Im September 2007 hatte smobil rund 500.000 Kunden. Nach der Insolvenz von Schlecker wurde die Vermarktung beendet.

### VARIAtel
Eigenmarke; kam Mitte 2023 auf den Markt, Entomarke mit Paketeten für Nordafrikanische Länder und Europa; Betrieb im Netz der Telekom (als MVNO).

### VIVA Mobile
VIVA Mobile vom TV-Sender Viva bot ein auf Telefónica aufbauendes Tarifmodell mit Ausrichtung auf starke SMS-Nutzung. Anfang 2011 wurde die Marke VIVA Mobile aufgegeben und durch myMTVmobile Prepaid ersetzt. Im November 2011 erfolgte eine weitere Umbenennung in MTV Mobile. Im August 2014 wurde die Prepaidkarte aus der Vermarktung genommen.

### Vybemobile
Vybemobile war ein am 2. Oktober 2006 in Zusammenarbeit mit Universal Music gestarteter Phone&Music-Service. Der Provider bietet seinen Kunden neben Mobilfunktarifen auch Serviceleistungen wie beispielsweise Klingeltöne für das Mobiltelefon, Hörproben von neuen Musikstücken oder exklusive Musik- oder Star-News, die über das eigene WAP-Portal abgerufen werden können. Der Tarif wird über Postpaid abgewickelt. Bestandskunden können die anfangs angebotene Prepaid-Variante weiter nutzen.
Vybemobile wurde über das damalige E-Plus als Marke der E-Plus Gruppe geführt. Am 22. Dezember 2011 wurde bekannt, dass die damalige E-Plus-Gruppe die Marke vybemobile auflösen will, da der Vertrag mit dem Partner Universal Music zum 31. Dezember 2011 endete. Dies habe zufolge, dass vybemobile Kunden keine kostenlosen Musikdownloads mehr durchführen konnten, was eine Verschlechterung der Vertragsbedingungen bedeutete. Für vybemobile Bestandskunden bestand zum Jahresende ein außerordentliches Kündigungsrecht. Seit dem 1. Januar 2012 nahm vybemobile keine neuen Kunden mehr auf.

### Wkw-Mobil
Wkw-Mobil war der offizielle Mobilfunkanbieter des ehemaligen Social-Internet-Portals wer-kennt-wen.de. Es handelte sich hierbei um einen Postpaid-Tarif, der seit September 2009 in Zusammenarbeit mit Vodafone vertrieben wurde. Der Tarif wkw-Mobil umfasste eine Flatrate für Anrufe untereinander sowie SMS-Versand und eine zubuchbare Flatrate ins deutsche Festnetz als auch Internet. Ein weiterer Aspekt, der auf die Besonderheiten von sozialen Netzwerken abzielen sollte, war das Freunde-werben-Freunde Angebot: Wenn ein Kunde einen Freund warb, erhielten beide eine Gutschrift von 15 €. Der Tarif ist mittlerweile eingestellt.

### Youni mobile
Youni mobile, vom 10. April 2007 bis 31. Dezember 2008 vermarktet, war ein im damaligen E-Plus-Netz realisiertes, bundesweites Mobilfunkangebot, betrieben in Kooperation mit der Technischen Universität Dresden und dem Studentenwerk Dresden. Die Marke wurde größtenteils von Studenten betrieben und richtet sich an eine junge Zielgruppe beziehungsweise mit den speziellen Leistungen an Studenten. Der Name ist eine Anspielung darauf. Youni ist ein Kofferwort aus You und Uni, was „Du und deine Uni“ entspricht. Ziel des UMTS-Prepaidangebotes ist der Aufbau einer mobilen Gemeinschaft und eines Informationsportals auf Basis sozialer Netzwerkeffekte. Die Karte ist mittlerweile nicht mehr erhältlich, Bestandskunden können ihre SIM-Karte weiterhin benutzen.